# Johnny Sins
Steven Wolfe, född 31 december 1978, är en amerikansk porrskådespelare känd under artistnamnet Johnny Sins. Utöver sina insatser inom vuxenfilmsvärlden är han även en Youtuber och regissör.
Sins är en av vår tids mest populära skådespelare inom vuxenfilmsbranchen och har blivit känd via bland annat Pornhub. Han kännetecknas av sin muskulösa kropp, rakade huvud och blå ögon. Många ser honom även som en sex symbol. Han har vunnit flerfaldiga priser och nomineringar för sitt pornografiska arbete, bland annat flera AVN Awards.
Sins var 24 år när han började tappa sitt hår och bestämde sig för att raka sitt huvud och har varit rakad sedan dess. När han var 28 (2006) flyttade han till Los Angeles för att bli porrstjärna.